# 托伊布纳尔文库
托伊布纳尔文库（拉丁語：Bibliotheca Teubneriana），全稱托伊布纳尔希腊和罗马文库，（拉丁語：Bibliotheca Scriptorum Graecorum et Romanorum Teubneriana，是一套古典與中世紀古希臘、羅馬作品叢書。收錄者爲學者所做的校勘版。如今，每一本都有全面的校勘記。

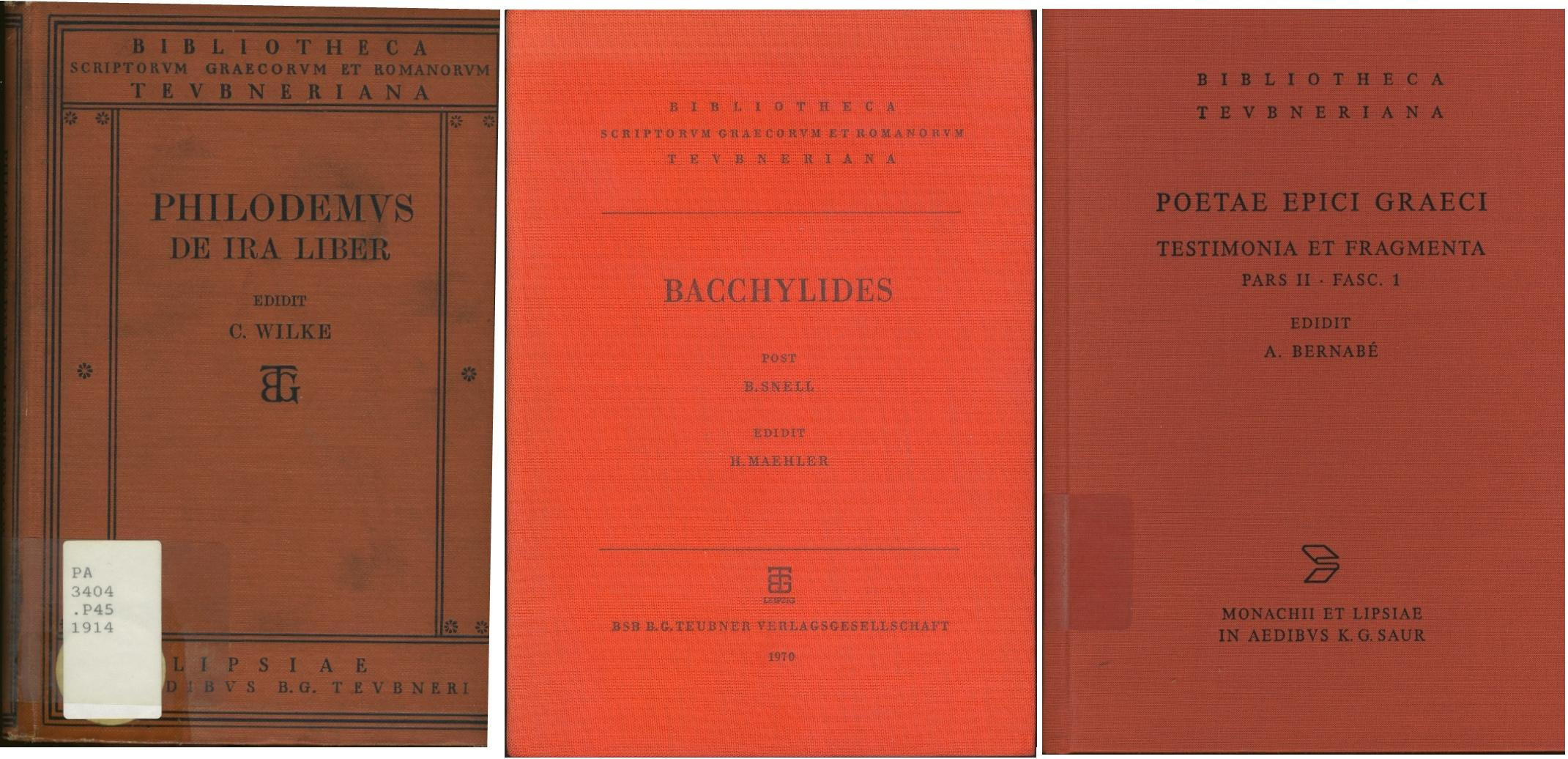
Teubner丛书1914、1970、2004三个时期的封面

可與之相比的叢書，唯有牛津古典文本與Budé叢書。

## 历史
1999年，托伊布纳尔出版社将出版重心放在自然科学和工学上，将托伊布纳尔等古典学系列卖给K. G. Saur。
2006年，德古意特出版社收购K. G. Saur，托伊布纳尔系列遂转入德古意特之手。
1. ↑  . De Gruyter.   [2023-05-30]. （原始内容存档于2023-05-30） （英语）.